# Stachellose Bienen
Die Stachellosen (Honig-)Bienen (Meliponini) bilden mit etwa 550 Arten eine Tribus der Bienen innerhalb der Körbchensammler. Sie gehören zu den sozialen Insekten und bilden neben den Honigbienen als einzige Bienen dauerhafte Kolonien, die ihre Nester über mehrere Generationen bewohnen. Einige Arten werden zur Honigproduktion wirtschaftlich genutzt.

## Verbreitung
Die Verbreitung ist pantropisch, das heißt in allen tropischen und einigen subtropischen Regionen der Welt vertreten. Besonders artenreich treten sie in Mittel- und Südamerika auf, daneben in Afrika bis zum 28. südlichen Breitengrad, in Südasien und Australien bis zum 35. Breitengrad. Nach Osten reicht ihre Verbreitung bis zu den Salomonen.

## Besonderheiten

### Morphologie
Stachellose Bienen haben verschiedene Verteidigungsmechanismen. Sie wehren sich z. B. durch Bisse oder durch Absondern ätzender Flüssigkeiten. Die Meliponini gehören zusammen mit den Honigbienen (Apis mellifera L.), Prachtbienen (Euglossini) und Hummeln (Bombini) zu den Körbchensammlerinnen (corbiculaten Apidae).

### Lebensweise
Ähnlich wie bei solitären Bienen wird Futter nur einmal zusammen mit einem Ei in einer Zelle abgelegt und diese dann verschlossen. Eine Nachfütterung, wie sie z. B. bei der Honigbiene stattfindet, unterbleibt.
Der Weg zu einer ergiebigen Futterquelle wird nicht mit einem Tanz, sondern mit Duftmarken angezeigt. Im Falle der Meliponini werden die Flugbahnen zu Futterquellen durch Sekrete aus den Labialdrüsen (und nicht, wie ursprünglich angenommen, aus den Mandibeldrüsen) markiert.

## Australische Arten
Von den australischen Wildbienen sind 14 Arten ohne Stachel.
Diese Arten haben eine Vielzahl von Namen, wie z. B. Australian native honey bees, native bees, sugar-bag bees oder sweet bees.
Die stachellosen australischen Arten sehen alle sehr ähnlich aus. Sie sind klein, schwarz mit haarigen Hinterbeinen zum Transport von Pollen und Nektar. Aus diesem Grund werden sie oft mit Hummeln verwechselt. Die beiden häufigsten Arten sind Tetragonula carbonaria (früher: Trigona carbonaria) und Austroplebeia australis, wobei die letztere Art kleiner und weniger aktiv ist. Beide Arten bevölkern das Gebiet um Brisbane. Weil sie für Menschen ungefährlich sind, findet man sie oft in den Gärten der Vorstädte.

### Honigproduktion in Australien
Wie die Europäische Honigbiene, die den größten Teil der kommerziellen Honigproduktion stellt, haben die stachellosen Bienen einen vergrößerten Teil der hinteren Beine, um Pollen zu transportieren. Diese Körbchen (corbiculae) werden mit Pollen gefüllt. Es wird auch Nektar gesammelt, der in einer Verlängerung des Darms (Kropf) gespeichert wird. Im Stock werden die Nektartropfen im Mund durch Wasserentzug zu Honig verarbeitet.
Die stachellosen Bienen speichern den Honig in aus Pflanzenharz gebildeten Zellen. Durch den Kontakt mit dem Harz nimmt er ein besonderes Aroma an.
In den warmen Gebieten Australiens werden stachellose Bienen für eine kleine Produktion von Honig benutzt. In Queensland und dem nördlichen New South Wales produzieren diese Bienen mehr Honig, als sie für den eigenen Bedarf brauchen. Einige Imker bedienen eine Marktnische und halten stachellose Bienen erfolgreich in Boxen.
Es wurden spezielle Verfahren entwickelt, um eine brauchbare Menge Honig von diesen Bienen gewinnen zu können. Wegen der Struktur der Bienenstöcke ist dieser Honig schwer zu gewinnen. Für die Honigproduktion müssen diese Bienen in speziellen Boxen gehalten werden, die diese Honiglager zugänglich machen, ohne die Neststruktur zu zerstören.
Im Gegensatz zu den gewöhnlichen Honigbienen, die 75 Kilogramm Honig pro Volk und pro Jahr produzieren können, produzieren stachellose Bienen weniger als ein Kilogramm Honig pro Jahr. Dieser Honig hat einen charakteristischen Buschgeschmack, der sich durch Süße und Säure mit einem Hauch von Limone auszeichnet. Dieser Geschmack kommt von Pflanzenharzen, die von den Bienen zum Bau der Stöcke und Honigtöpfe benutzt wird, und variiert in Abhängigkeit von den besuchten Blumen und Bäumen.

### Bestäubung
Zur Bestäubung von Kulturpflanzen sind australische Farmer auf die Europäische Honigbiene angewiesen. Allerdings sind die einheimischen Bienen für manche Pflanzen die besseren Bestäuber. Stachellose Bienen haben sich als geeignete Bestäuber von Macadamia und Mango gezeigt. Sie bestäuben aber auch Kulturpflanzen wie z. B. Erdbeere, Wassermelone, Citrusfrüchte, Avocado oder Litschi. Nach einer Studie der University of Western Sydney sind diese Bienen z. B. für einen Einsatz in Gewächshäusern geeignet.

## Südamerikanische Arten

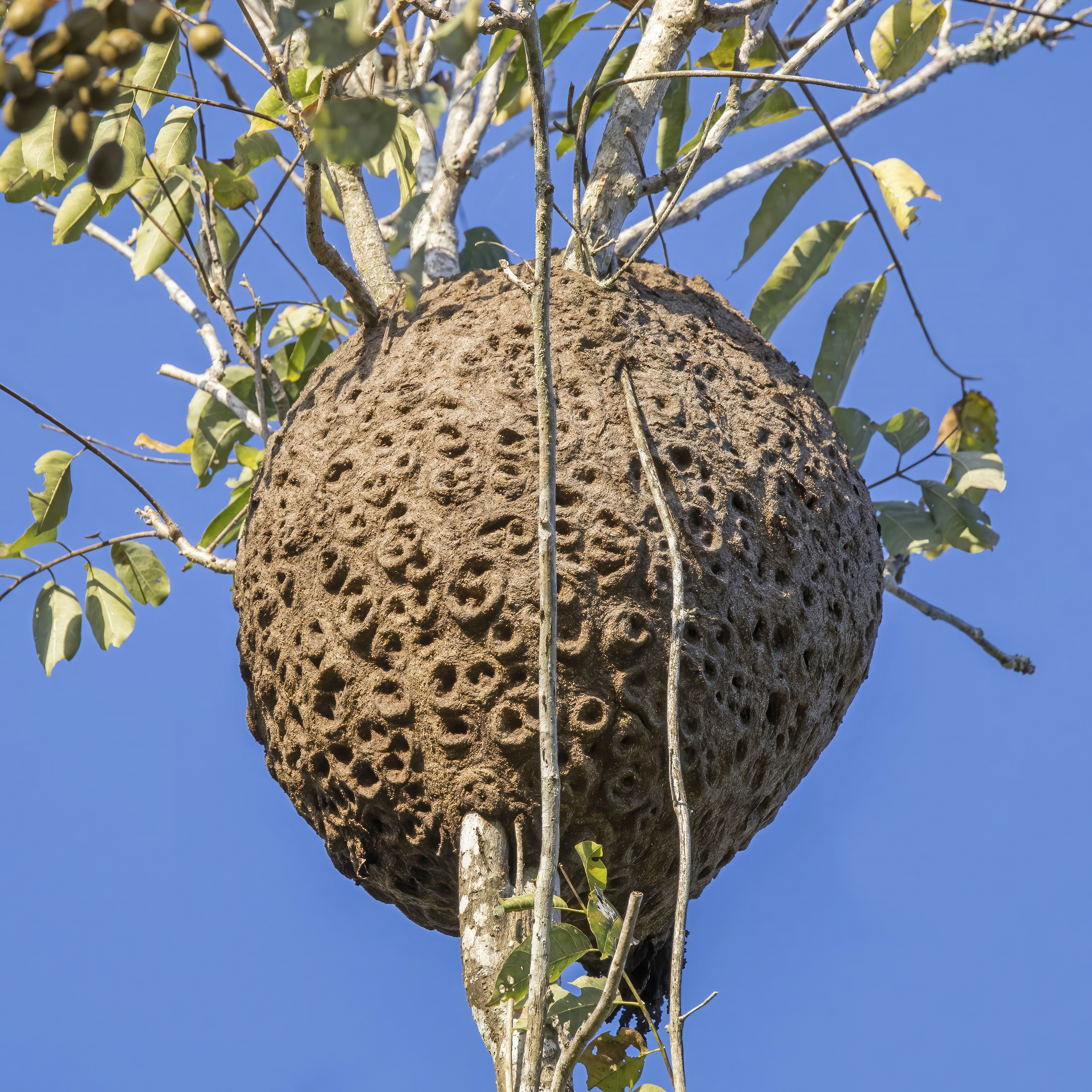
Der Bau eines Trigonavolkes in Guatemala

Die Mehrheit der einheimischen eusozialen Bienen in Zentral- und Südamerika sind stachellose Bienen. Nur wenige dieser Bienen produzieren genügend Honig, um für die Imkerei interessant zu sein. Diese Bienen sind durch Waldrodungen, veränderte landwirtschaftliche Verfahren, insbesondere durch Insektizide und der Einführung der afrikanisierten Honigbiene vom Aussterben bedroht.

### Stachellose Bienen der Maya in Zentralamerika
Die Maya kultivierten die zwei stachellosen Bienenarten Melipona beecheii und Melipona yucatanica intensiv für die Honigproduktion. Der traditionelle Maya-Name für Melipona beecheii ist Xunan Kab, was wörtlich Königliche Dame bedeutet. Diese Bienen waren ein Symbol des Bienen-Gottes Ah Mucen Cab (bekannt vom Codex Madrid) und waren Gegenstand religiöser Zeremonien. Familien hatten Bienenstöcke an ihrem Haus.
Obwohl stachellos, können sich die Bienen durch Bisse wehren. Diese Angriffe ähneln in ihrer Wirkung auf die menschliche Haut einem Moskito-Stich. Traditionell wurden wilde Bienenstöcke kultiviert, indem der die Kolonie beherbergende hohle Ast gekappt und daraufhin an beiden Enden mit Holz oder Ton verschlossen und mit Lehm versiegelt wurde. Da sich die Brut in der Mitte des Stockes befindet und der Honig in Gefäßen an den Enden gespeichert wird, hinderte das die Bienen daran, ihre Brut, den Pollen und den Honig in der Wabe zu vermischen. Ein austauschbares Gefäß an beiden Enden erlaubte den einfachen Zugriff auf den Honig, ohne die Kolonie zu beeinträchtigen. Mit der richtigen Pflege können solche Bienenstöcke viele Jahre und sogar über Generationen hinweg nachhaltig genutzt werden. In archäologischen Ausgrabungen von Mesoamerika wurden Steinscheiben gefunden, bei denen es sich womöglich um Verschlüsse von Bienenstöcken handelt.

### Nutzung durch den Menschen

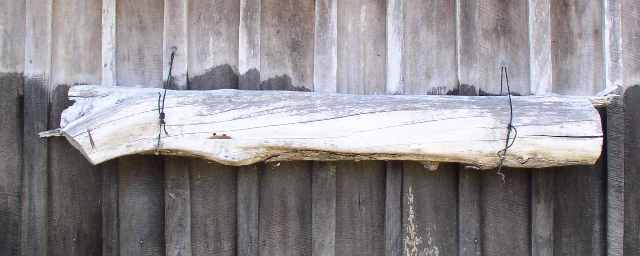
Maya-Bienenstock.
Ein Stück hohler Ast bietet ein Nest für Meliponine in Belize.

Balché, ein alkoholisches Getränk wie Met, wird aus fermentiertem Honig und der Rinde des Balché-Baumes (Lonchocarpus violaceus) gemacht. Das Getränk hat entheogene Eigenschaften, ermöglicht mystische Erfahrungen in rituellen Praktiken und wurde als Medizin benutzt. Die halluzinogene Wirkung kommt vom Balché-Baum oder von dem Honig der Balché-Blüten. Toxische und halluzinogene Stoffe können im gesammelten Honig und Pollen bestimmter Pflanzentypen gefunden werden.
Das Wachsgießen wurde ebenfalls von den Maya praktiziert. Das Wachs von Melipona ist weich und einfach zu verarbeiten, besonders in Gegenden mit hoher Luftfeuchtigkeit.

### Imkerei
Die Zahl der Melipona-Imker geht wegen der produktiven und einfach zu vermehrenden afrikanisierten Honigbiene (Apis mellifera) zurück. Die Melipona-Imker sind meistens alte Menschen, deren Wissen nicht mehr weitergegeben wird. Von mehreren Tausend solcher Imker in den 1980er Jahren gab es 2004 nur noch 70. Andererseits gibt es Pflanzen, die nicht von der afrikanisierten Honigbiene besucht werden, wie z. B. verschiedene Baumarten und Büsche. Die Bestäubung dieser Pflanzen ist auf die stachellosen Bienen angewiesen. Es gibt daher einen Rückgang einheimischer Flora in Gebieten, in denen die stachellosen Bienen durch die afrikanisierten Honigbienen ersetzt wurden.
Es gibt Anstrengungen, dieses Wissen zu erhalten.

## Afrikanische Arten
Der Honig stachelloser Bienen wird in vielen afrikanischen Gesellschaften als Medizin gepriesen.

## Stachellose Bienenarten, die Honig produzieren
- Austroplebia spp.
- Trigona spp.
  - T. carbonaria
  - T. hockingsii
  - T. iridipennis
- Melipona genus
  - M. beecheii
  - M. costaricensis
  - M. yucatanica
  - M. panamica
  - M. fasciata
  - M. marginata
  - M. compressipes
  - M. fuliginosa
  - M. favosa